# 澎湖縣馬公市中興國民小學
澎湖縣馬公市中興國民小學，簡稱中興國小，台灣澎湖縣馬公市朝陽里的小學，屬於位處市區的「一般地區」學校。:108

## 沿革
民國47年（1958年）8月1日，自原馬公國民學校撥出九班，並另行招募三班，成立「中興國民學校」，民國57年（1968年）改制為「中興國民小學」，延續迄今。:108
中興國小自民國47年（1958年）創校，班級僅12班，男學生362人、女學生296人，合計658人；此後班級數和學生人數逐年上升，以民國74年（1985年），該屆男學生833人、女學生753人，共計1586名學生編入31班級為最，往後學生數便日益下降。民國86年至91年（1997年－2002年）間，尚維持全校30班以上的編制。:108
中興國小現行學區含括馬公市的朝陽里、光榮里、西衛里、重光里和西文里。
民國82年（1993年）8月，中興國小附設幼稚園成立。:125

## 歷任校長
| 任別  | 姓名   | 性別 | 學歷                   | 到任日期      | 卸任日期      |
| ----- | ------ | ---- | ---------------------- | ------------- | ------------- |
| 第1任 | 吳金謀 | 男   | 臺南師範特師科畢業     | 1958年8月1日  | 1959年8月29日 |
| 第2任 | 黃澄源 | 男   | 臺南工業學校畢業       | 1969年8月30日 | 1979年8月29日 |
| 第3任 | 吳金謀 | 男   | 臺南師專國校師資科畢業 | 1979年8月30日 | 1987年8月29日 |
| 第4任 | 許清兩 | 男   | 臺南師專畢業           | 1987年8月30日 | 1997年1月31日 |
| 第5任 | 吳清謙 | 男   | 臺南師專畢業           | 1997年2月1日  | 1999年7月31日 |
| 第6任 | 許義次 | 男   | 臺灣大學40學分班畢業   | 1999年8月1日  | 2009年7月31日 |
| 第7任 | 許進來 | 男   |                        | 2009年8月1日  | 2017年7月31日 |
| 第8任 | 陳智賢 | 男   |                        | 2017年8月1日  | 迄今          |

## 圖輯

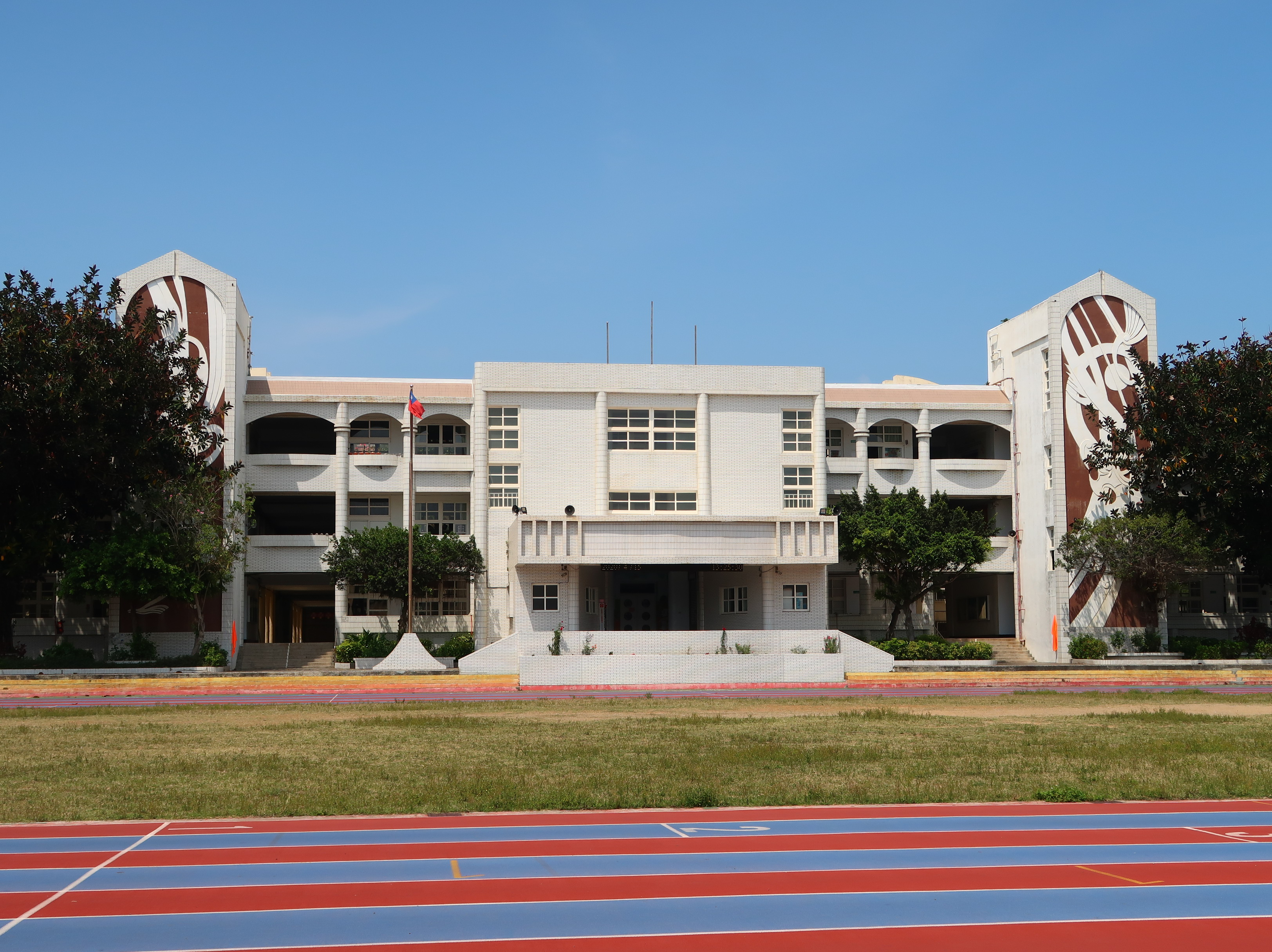
校舍、操場
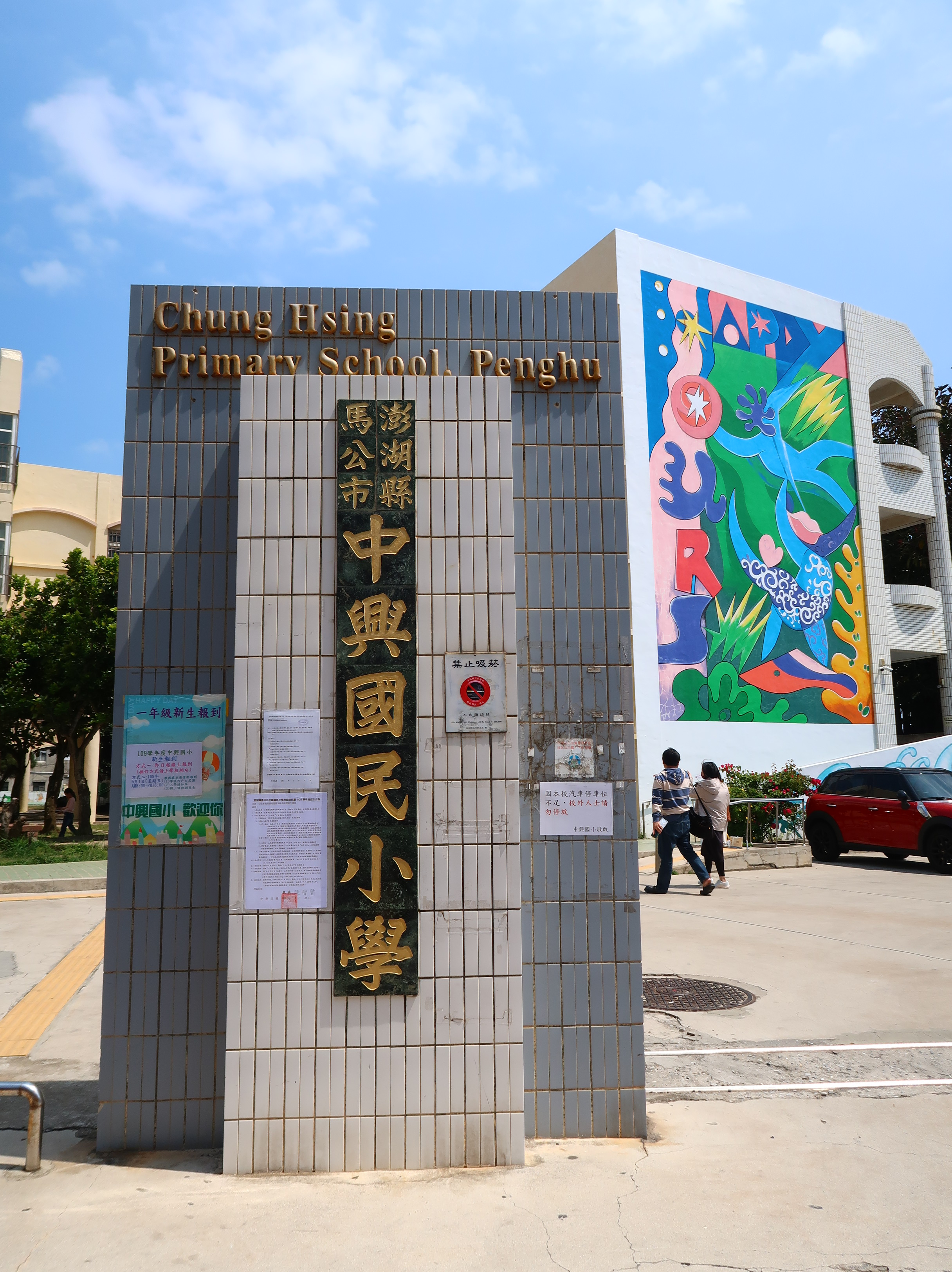
西側校門
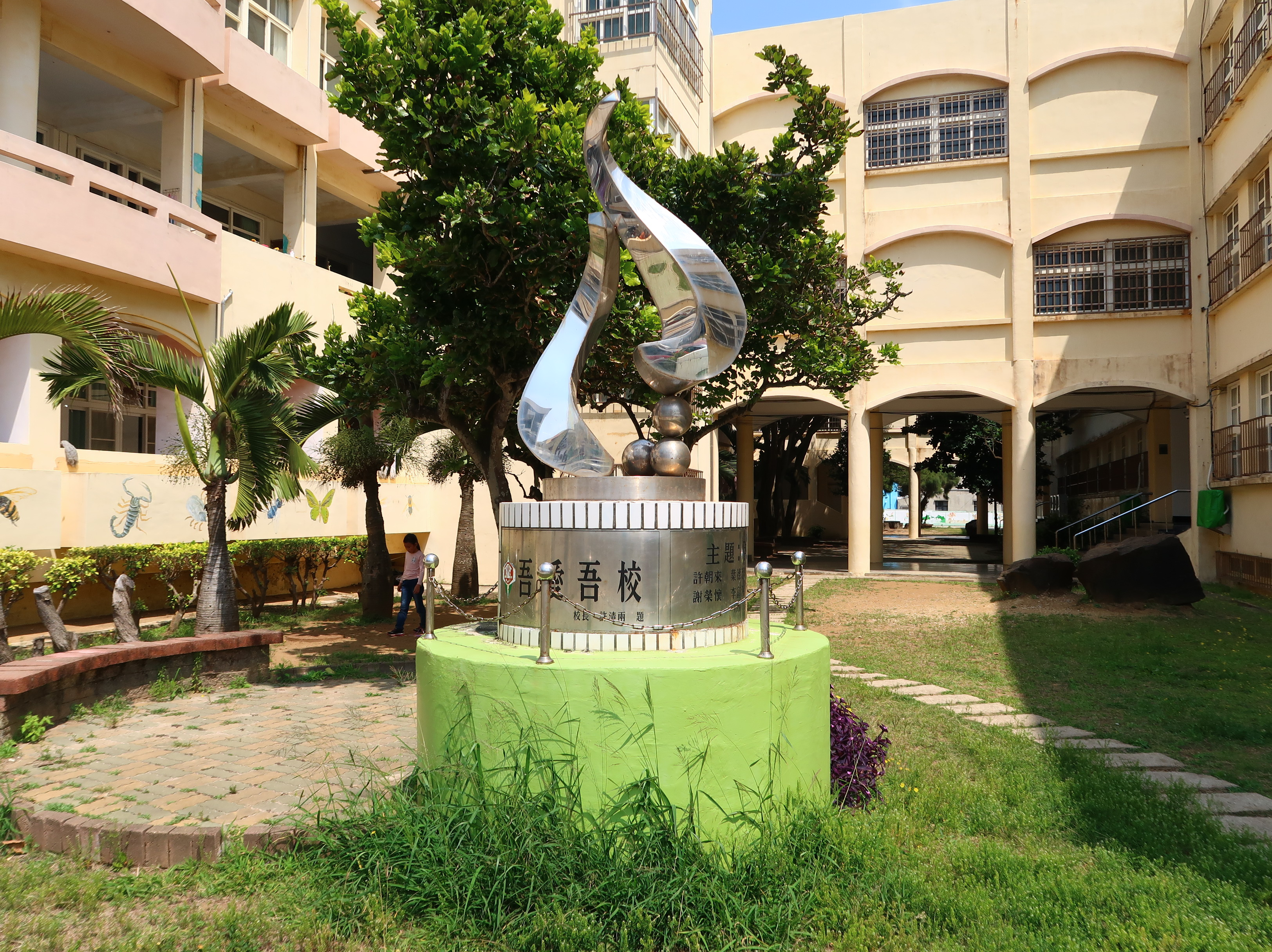
庭園
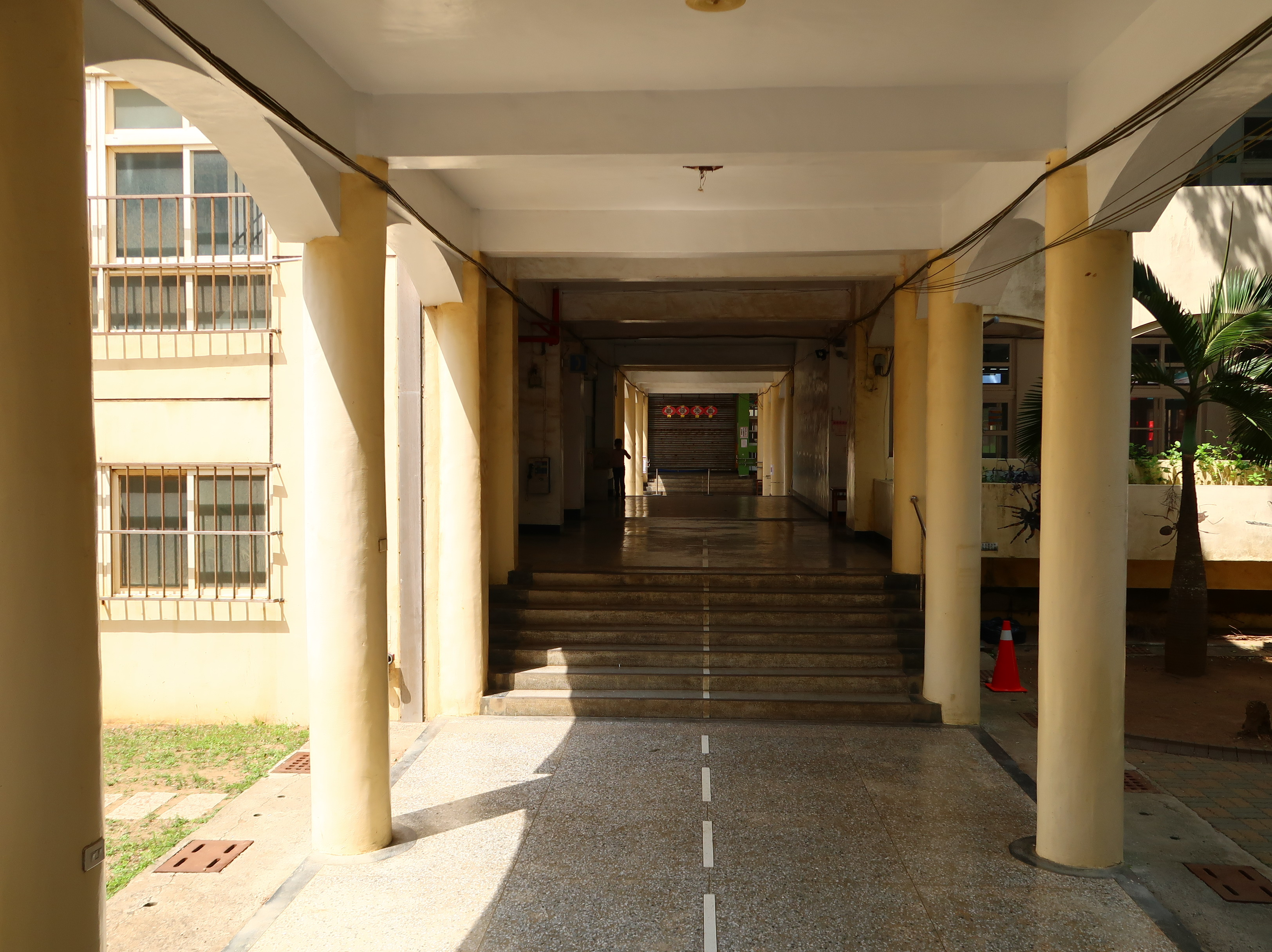
校園廊道
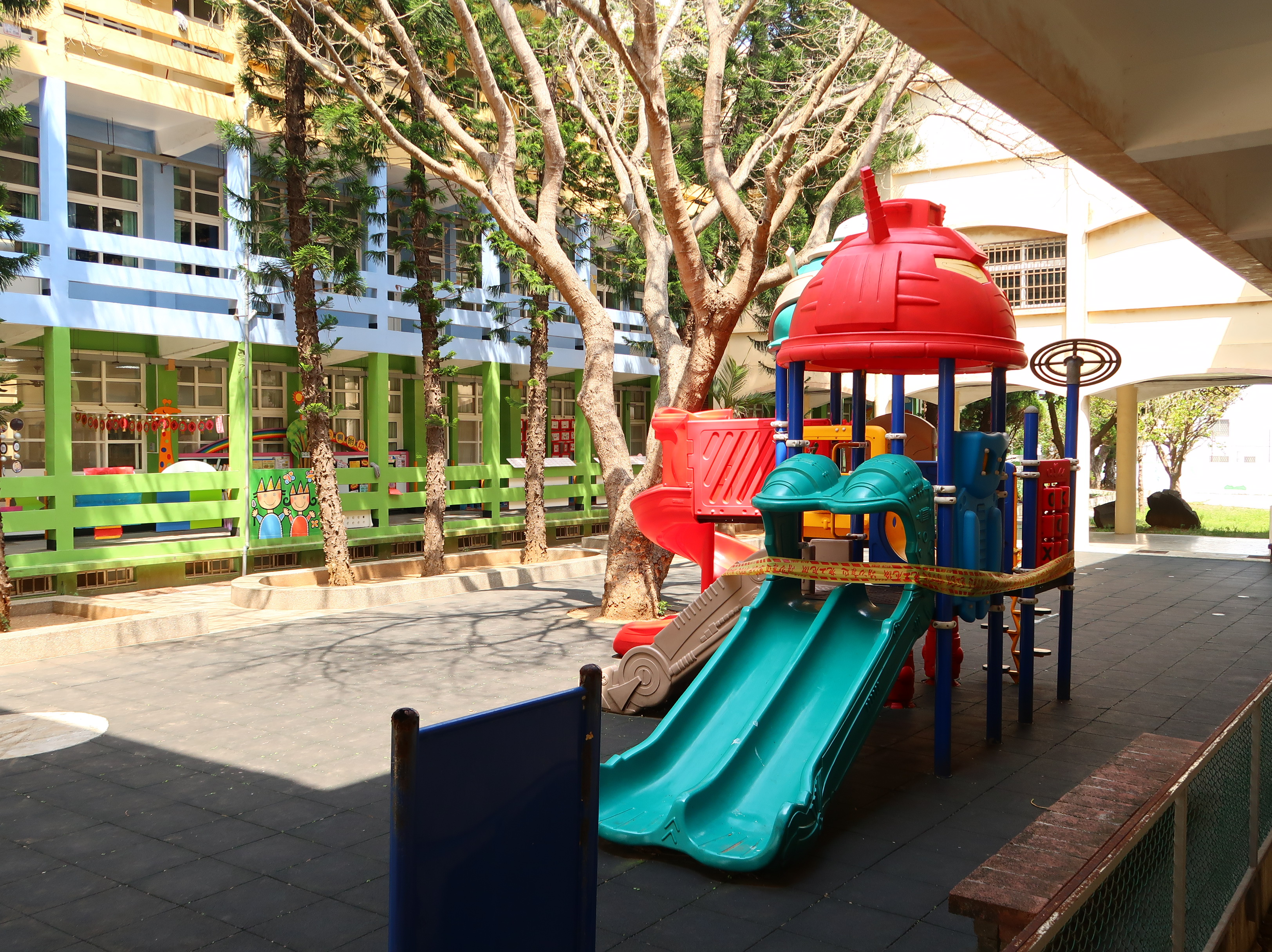
遊樂設施

## 外部連結
- 澎湖縣馬公市中興國民小學的Facebook專頁

23°34′29″N 119°34′29″E / 23.574806°N 119.574762°E